# Манерсдорф-ам-Лайтагебірге
Манерсдорф-ам-Лайтагебірге (нім. Mannersdorf am Leithagebirge) — місто в Австрії. Hозташований в районі Брук-ан-дер-Лайта в землі Нижня Австрія. Манерсдорф розташований біля підніжжя лісистих пагорбів, званих горами Лейта (Leithagebirge), від яких він отримав свою повну назву. З нього відкривається вид на сільськогосподарську рівнину, через яку протікає річка Лейта, приблизно за дві милі.

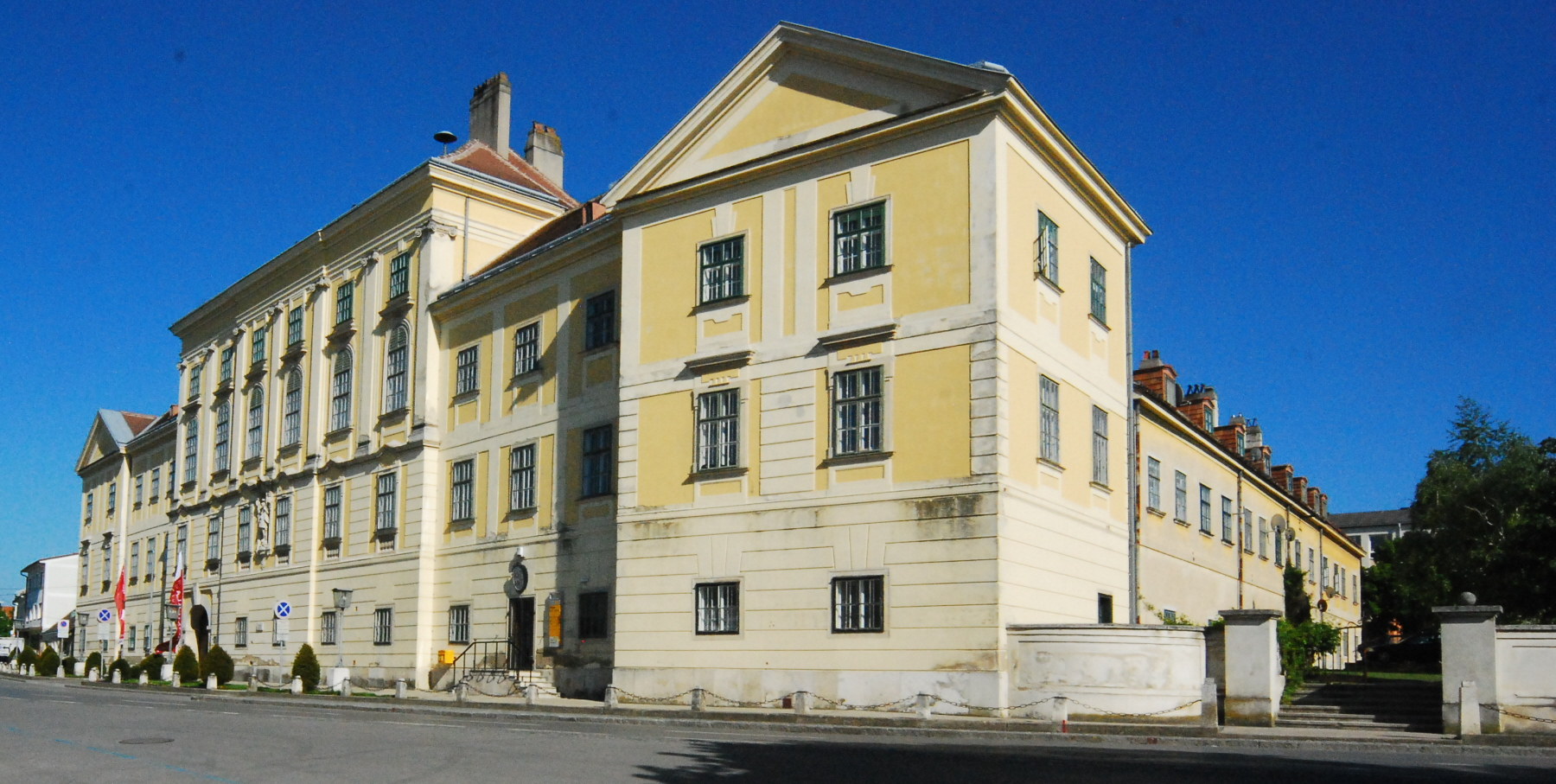
Палац

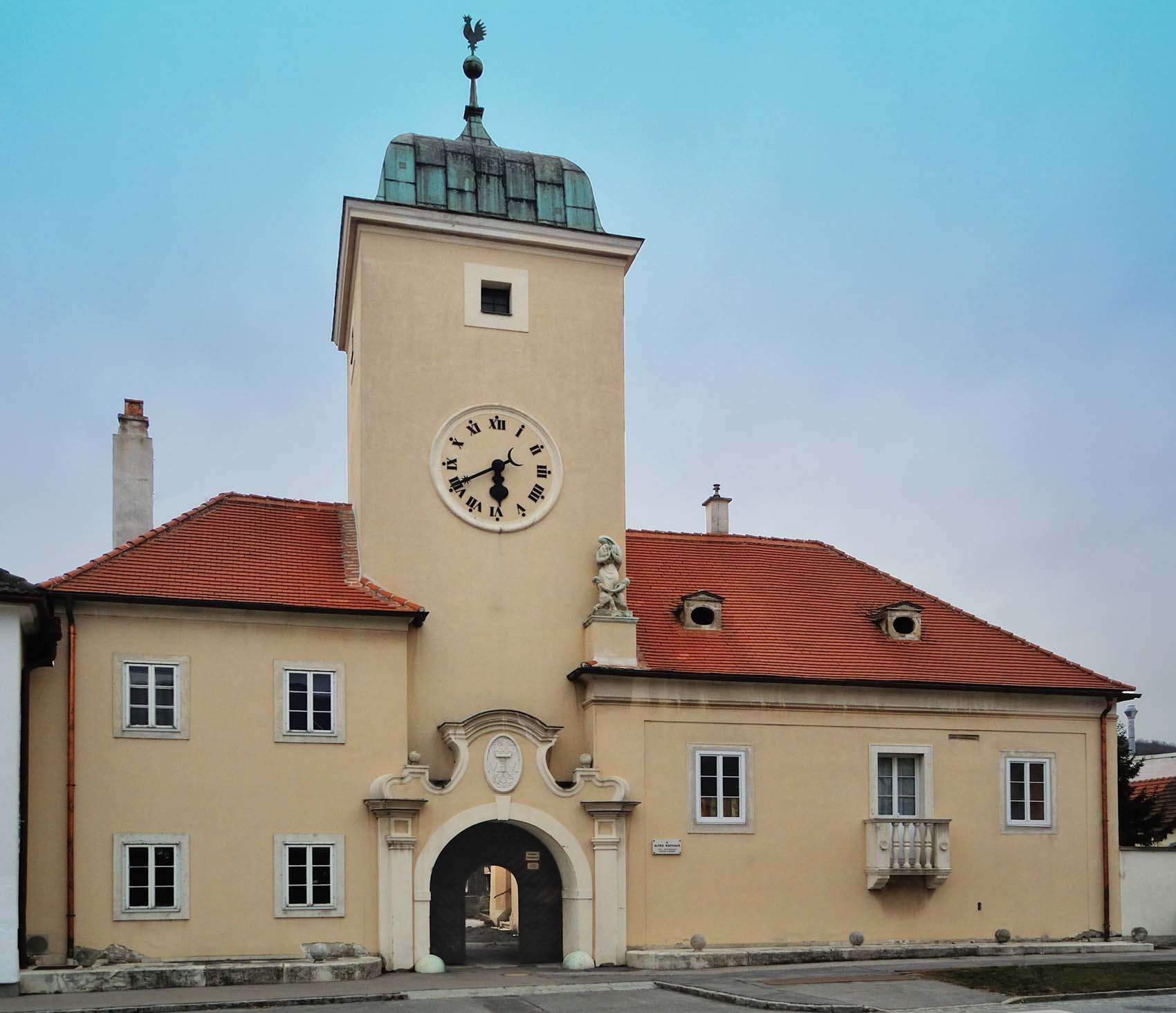
Колишня ратуша

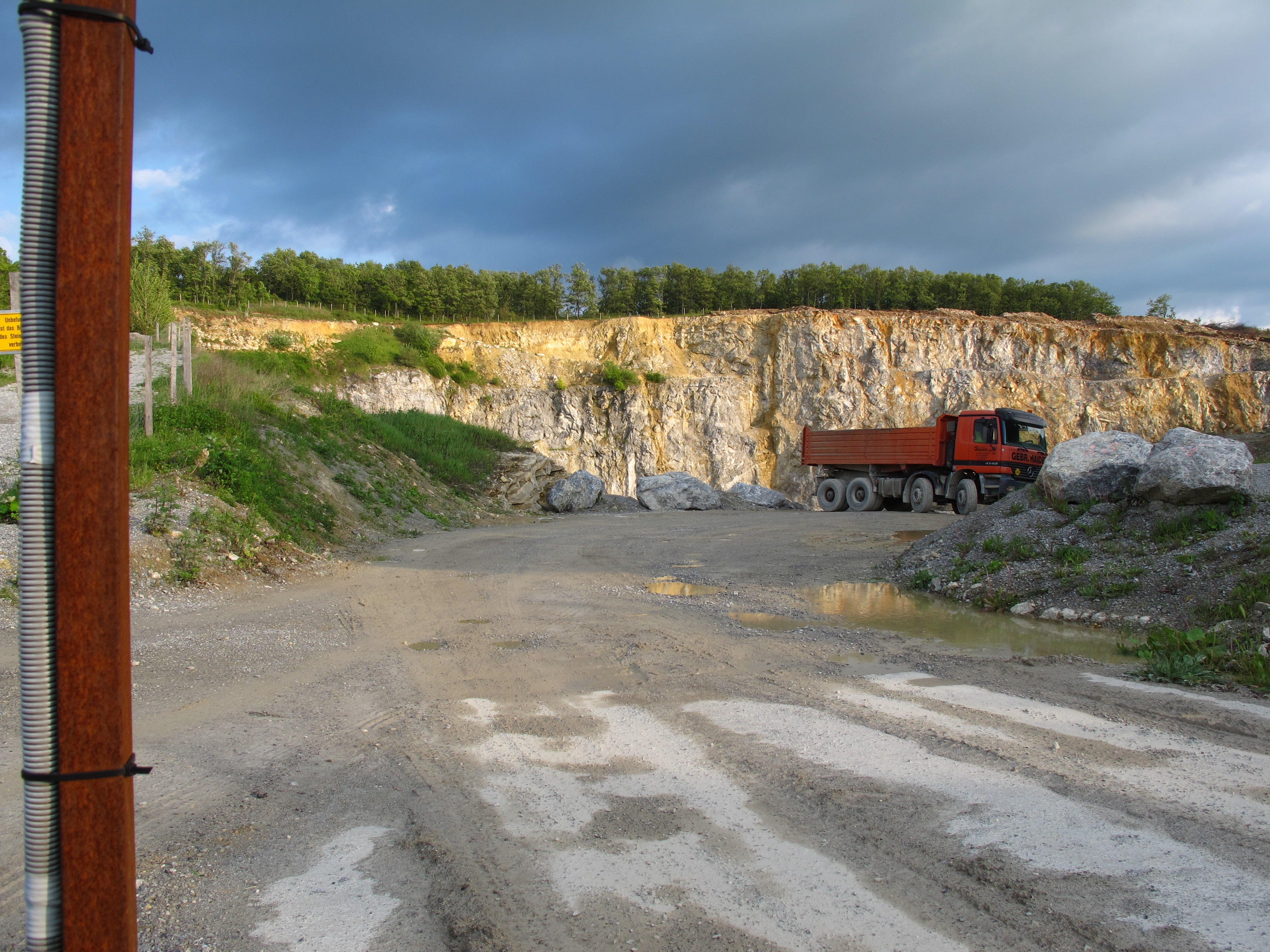
Вапняковий кар’єр на пагорбах на південь від Маннерсдорфа.

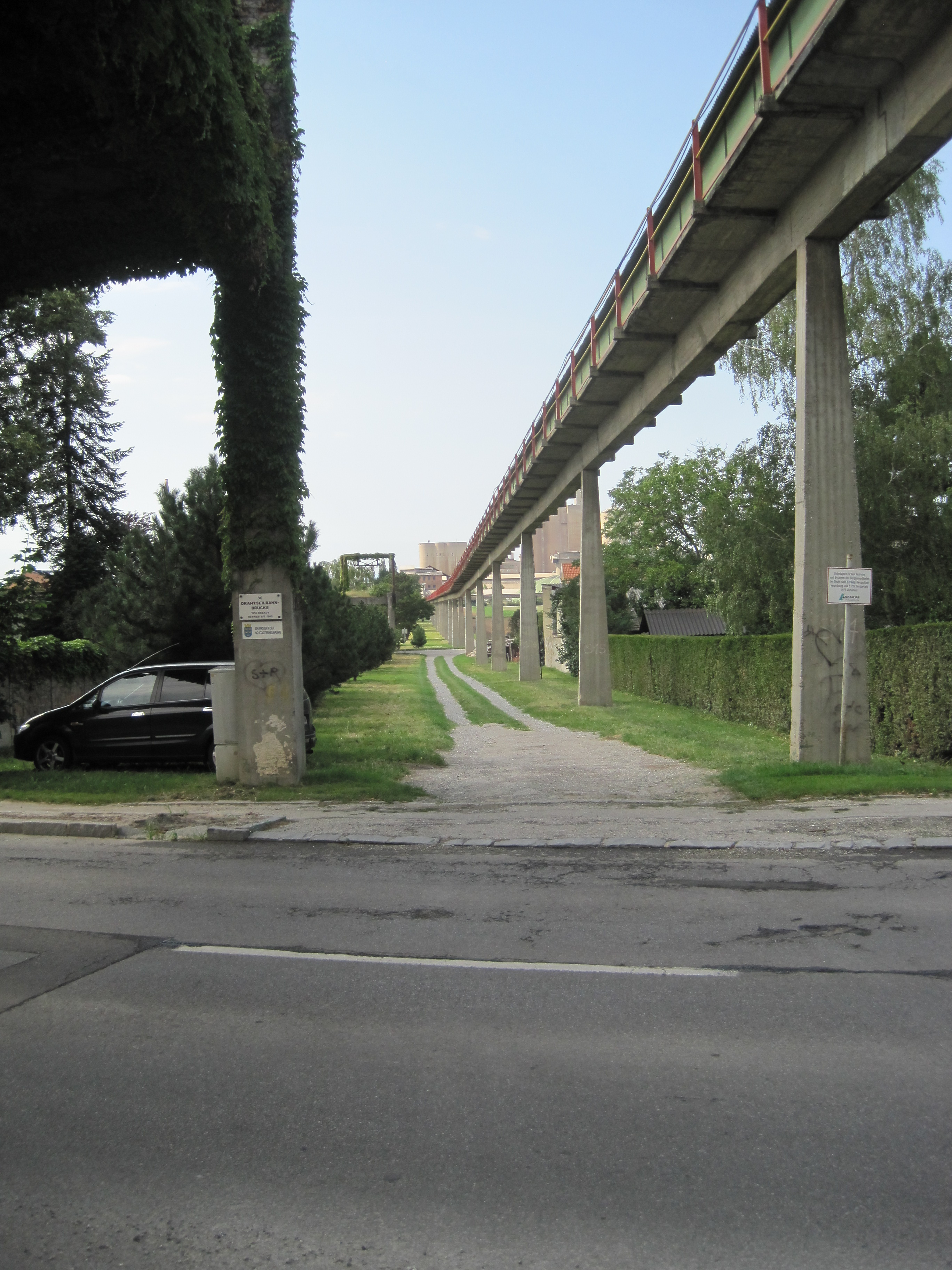
Конвеєрна система для вапняку, що проходить через місто. На задньому плані видно бетонний завод.

## Історія
Територія  Манерсдорфа була заселена ще з часів неоліту, як свідчать археологічні матеріали в міському музеї. Розкопки 1981 року показують, що саме місто існувало принаймні 1000 років; найдавніша історична згадка — 1233 рік.
Манерсдорф лежить уздовж історичних шляхів вторгнення, і його історія не була цілком спокійною. Місто було зруйноване вторгненням турецьких військ у 1529 та 1683 роках і спалене дотла у 1704, 1705 та 1708 роках повсталими угорськими військами, відомими як Куруци. У 1805, 1809 та 1810 роках тут розквартирували французькі війська після успішного вторгнення Наполеона в Австрію. Радянські війська окупували місто під кінець Другої світової війни, у 1945 році.

## Економіка
Промисловість і торгівля домінують в місцевій економіці. Над містом на нижніх схилах Leithagebirge є дуже великий вапняковий кар'єр, який забезпечив камінь для багатьох історичних будівель Відня та інших міст Центральної Європи. Сьогодні добутий вапняк використовується для виробництва бетону. Величезний бетонний завод, найбільший в Австрії, розташований на сільськогосподарській рівнині під містом, який належить фірмі Lafarge-Perlmooser. Камінь доставляється на завод без інтенсивного автомобільного руху за допомогою підйомного конвеєра, який проходить через місто.